# 東京セネタースの歌
「東京セネタースの歌」（とうきょうセネタースのうた）は、昭和時代戦前の日本で活動したプロ野球チームの東京セネタース（東京野球協会）が1940年（昭和15年）に発表した球団歌。作詞・尾崎喜八、作曲・小松平五郎。
表題は資料により「セネタースの歌」、もしくは「東京セネタース応援歌」と記述される場合がある。

## 解説
1936年（昭和14年）の日本職業野球連盟創設時、正力松太郎の誘いを受けた貴族院議員の有馬頼寧をオーナーとして発足した東京セネタースは設立後しばらく球団歌を持たなかったが、1940年（昭和15年）の紀元二千六百年記念行事として3月7日から4日間の日程で開催された「東京市長優勝旗争奪戦」最終日の3月10日に行われた「東京セネタース五周年記念大会」祝賀式で球団歌が発表され、関係者に日本コロムビア製造のSPレコードが記念品として配られた。しかし、同年10月には英語禁止通達を受けて球団名を「翼軍」に改称し、翌1941年には名古屋金鯱軍と合併して大洋軍となったため、実際に「東京セネタースの歌」が応援歌として演奏されたのは半年余りだったとみられる。
旋律は2003年（平成15年）12月31日に著作権の保護期間を満了した。

### 歌詞について
尾崎の自宅は当時、セネタースの本拠地・上井草球場にほど近い井荻にあり、主力選手だった苅田久徳らと親交を持ったことが作詞を引き受けた背景にある。
東京セネタースの設立経緯は東京巨人軍オーナーの正力松太郎が「首都圏を本拠とする巨人軍のライバルチーム」を欲したことにあると言うのが定説となっているが、歌詞の面でも巨人への対抗意識を強く打ち出したものとなっている。初代「巨人軍の歌」、通称「野球の王者」では3番の歌詞で他球団を「凡百のチーム」と揶揄して自らをその上に「そそり立つ巨木」と表現していたが、「セネタースの歌」の2番では「不動の巨木うち倒し」と「野球の王者」への意趣返しを込めた一節が含まれており、そこから「百獣狩らん精鋭ぞ」と続くが、この部分に関しては作詞者自身が生前に「当時のイーグルス・タイガース・ライオン・巨人軍等を巨木や百獣に喩えて作った」と述べている。
東京セネタースの後身となる大洋軍→西鉄軍は戦時下で解散し、旧セネタースの中心人物だった横沢三郎らが戦後に第2次セネタース（現・北海道日本ハムファイターズ）を再興した。尾崎は西鉄軍の解散後、野球場へ足を運ばなくなりラジオで野球中継を聴く程度となったが旧セネタースに対する思い入れは強く、生涯を通してアンチ巨人であり続けたという。

### ライオンズ・クラシック2013での復活演奏
埼玉西武ライオンズの球団史回顧企画「ライオンズ・クラシック」では、2013年（平成25年）7月に西武ドームで開催した対オリックス・バファローズ3連戦で東京セネタースが西武鉄道（現在の西武新宿線を運営していた旧法人）の後援を受けていた歴史が紹介され「東京セネタースの歌」の復活演奏が行われた。